# Gramema
Un gramema es un morfema cuya función consiste en manifestar relaciones gramaticales. Por ejemplo, el artículo los es un gramema que indica género masculino y número plural.
También suele definirse solamente por oposición a los lexemas. Así, mientras entre los lexemas se puede encontrar a la mayoría de los sustantivos, los verbos, los adjetivos y los adverbios; entre los gramemas podemos encontrar a los adjetivos gramémicos, los presentadores, los deícticos y las proformas.